# Alte Pfarrkirche Gries

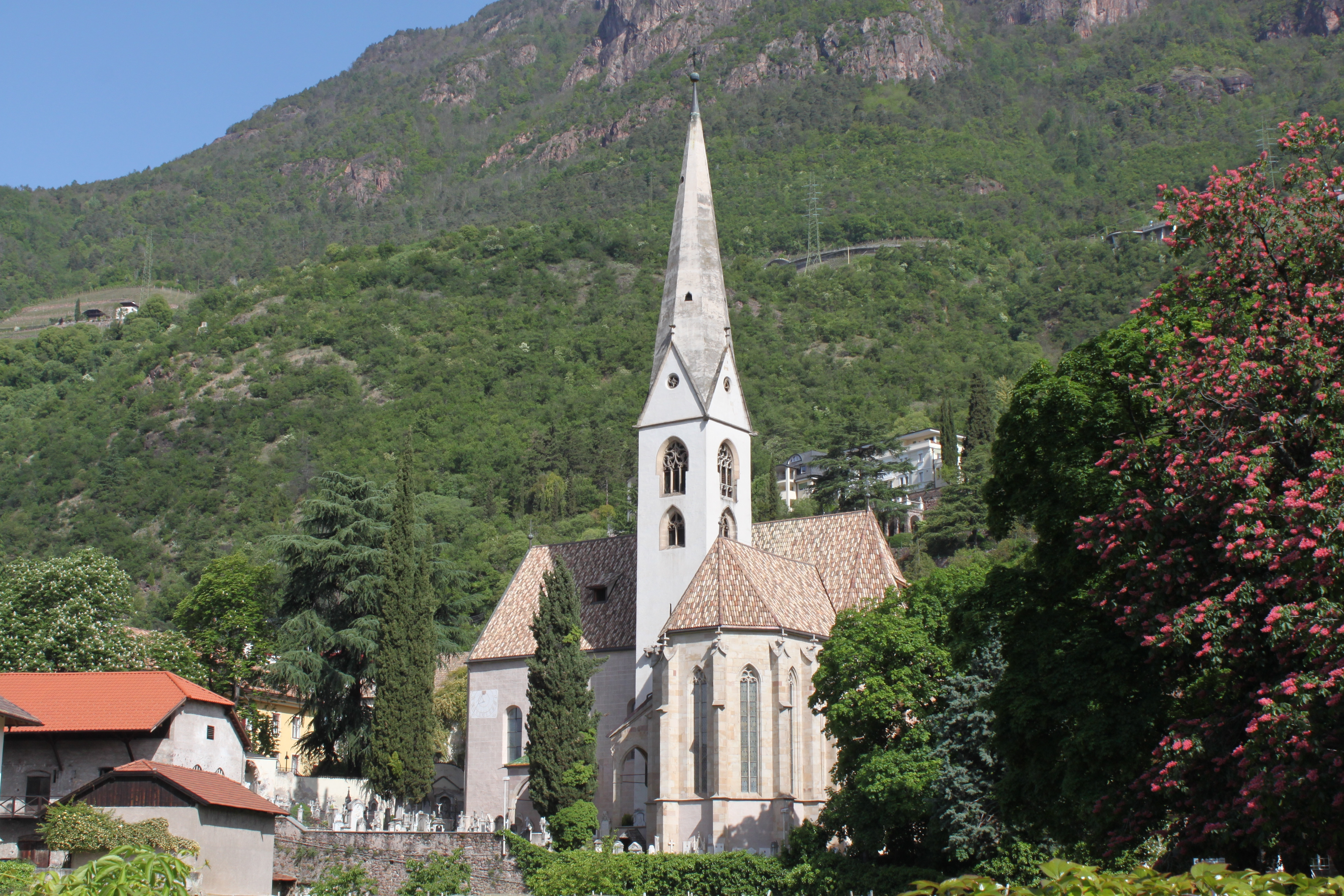
Alte Pfarrkirche in Gries von Süden, vor den Hängen des Guntschnabergs und des Altenbergs

Die römisch-katholische Kirche zu Unserer Lieben Frau war bis 1788 die Pfarrkirche der ehemals selbständigen Gemeinde Gries, die heute zum Stadtviertel Gries-Quirein der Südtiroler Landeshauptstadt Bozen gehört. In dem spätgotischen Gebäude in der Martin-Knoller-Straße am Fuß des Guntschnabergs befinden sich wertvolle Kunstschätze. Sie wurde 1977 samt dem sie umgebenden historischen Friedhof unter Denkmalschutz gestellt.

## Geschichte

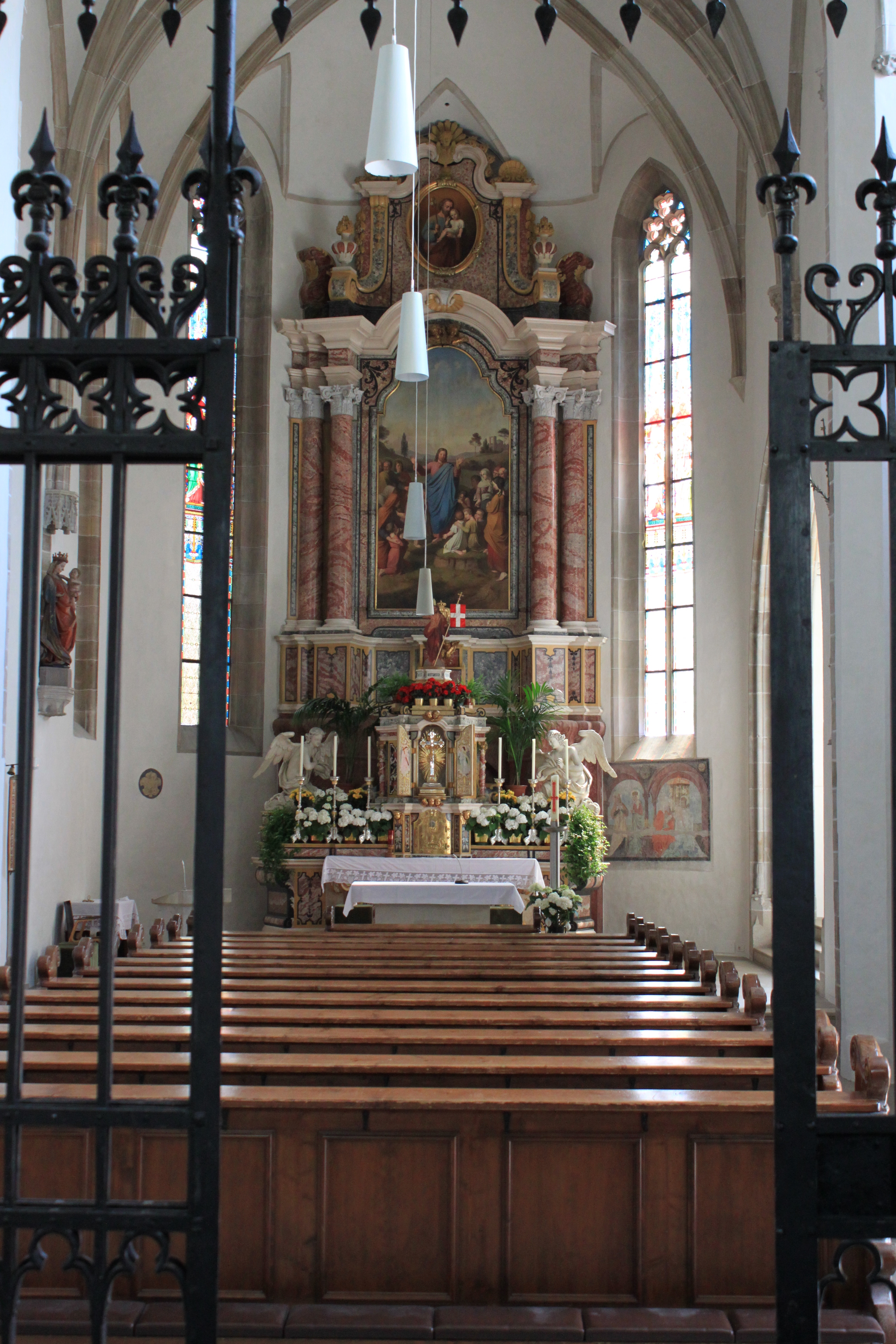
Kirchenschiff und Hochaltar

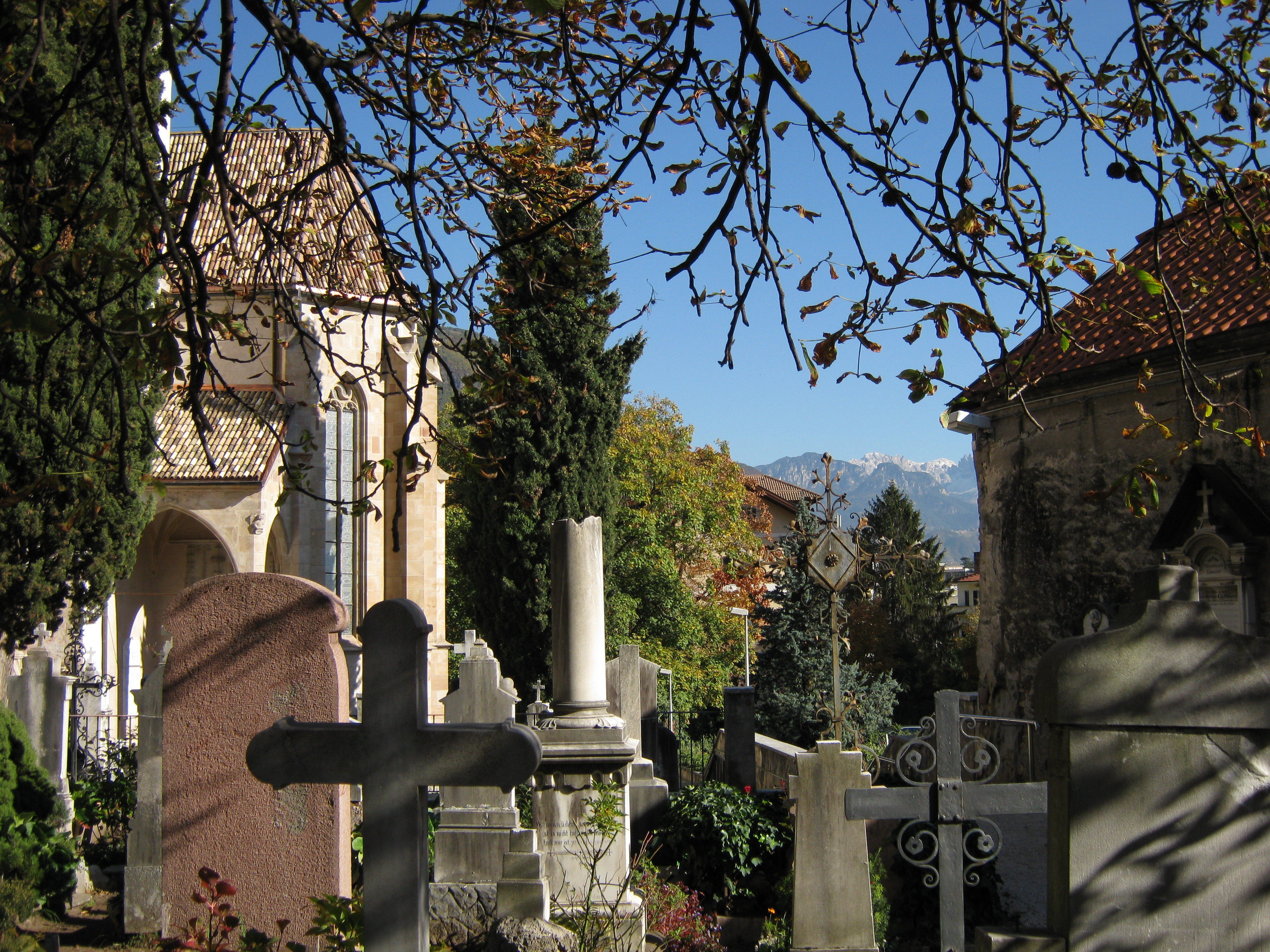
Alte Grieser Pfarrkirche mit Friedhof

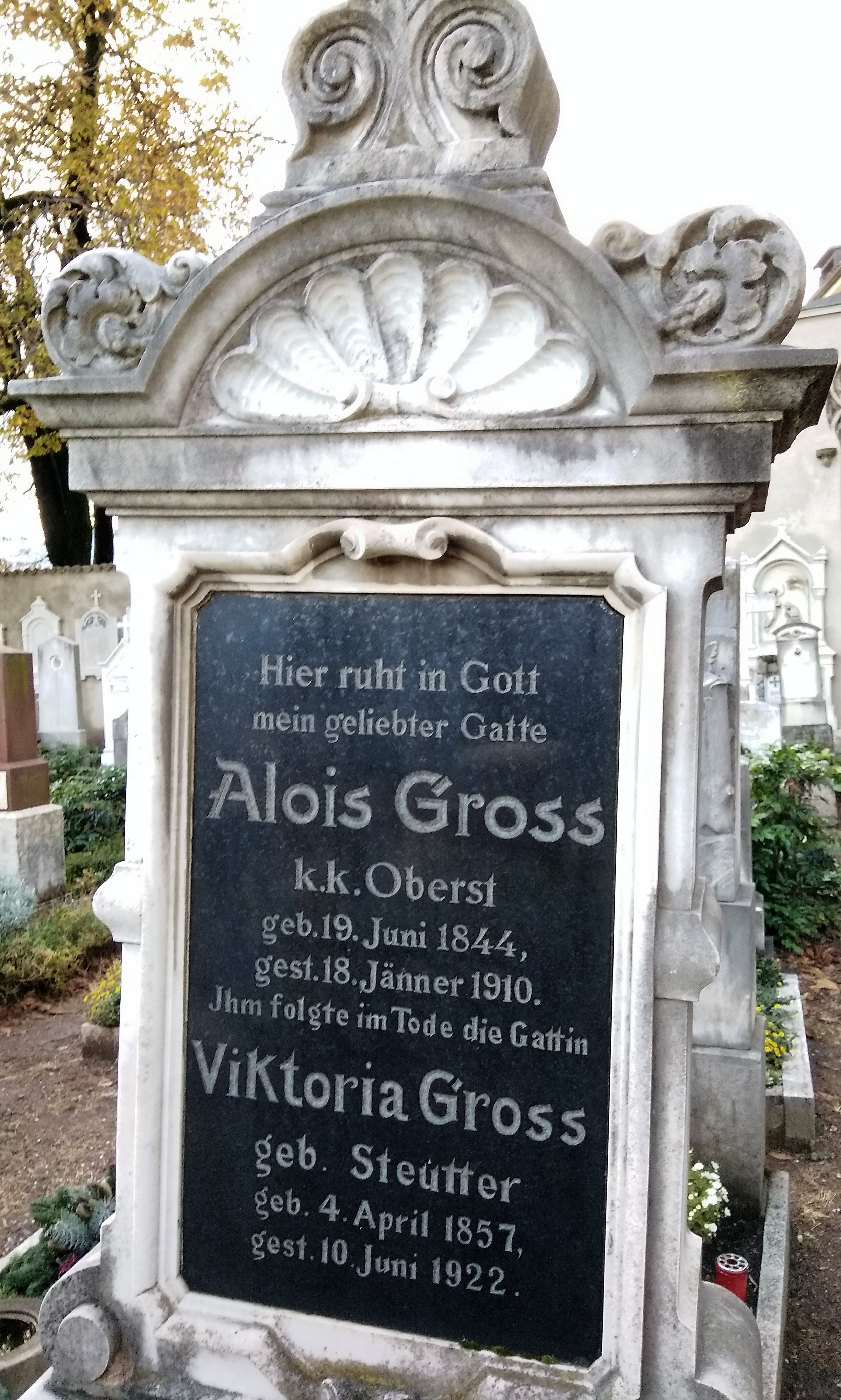
Grabstein Gross-Steutter 1910–1922

An der Stelle der Abtei Muri-Gries befand sich ursprünglich die Burg der Grafen von Tirol, während die Kirche des Ortes Cheller oder Keller, wie er seit dem Frühmittelalter hieß (erst im Laufe des 15. Jahrhunderts bürgerte sich der Name Gries ein), etwas nördlich davon stand. Von dieser ersten romanischen Kirche – im Jahr 1165 als „ecclesia de Celle“ in einem Schiedsspruch des Trienter Diözesanbischofs zugunsten der bischöflichen Kirche Freising erstmals bezeugt – haben sich noch Bauteile am Langhaus und am Turm erhalten. Eine Siedlung geht wohl schon auf römische Zeit zurück, während der frühmittelalterliche Kirchenbau ursprünglich eine Eigenkirche des Hochstifts Freising war und noch im 12. Jahrhundert von Irminstein, einem Pfarrer aus Innichen, das seinerseits Freising unterstand, geleitet wurde.
Eine eigene Bauhütte der Grieser Marienpfarrkirche ist 1364 als „fabrica novi operis ecclesie parrochialis beate et gloriose virginis Marie ab Chelr“ urkundlich bezeugt. 1422 sind als Kirchpröpste Jacob
Gendlein und Hans Schücz bezeugt – ihnen oblagen, im Auftrag der Grieser Gemeinschaft, die Verwaltung und Rechnungsgebarung des umfangreichen Kirchenvermögens.
Um 1414 baute man den gotischen polygonalen Chor an die Kirche an. Im Laufe des 16. Jahrhunderts wurde die romanische Kirche umgestaltet, indem man im Langhaus ein Sternrippengewölbe einzog und 1529 einen ebenfalls mit Sternrippengewölbe versehenen Portalvorbau errichtete. Der Turm erhielt einen Spitzhelm. Bereits 1519 wurde die Erasmuskapelle mit polygonalem Schluss fertiggestellt.
1788 verlor die Kirche ihren Rang als Pfarrkirche zugunsten der neu geweihten Stiftskirche der Augustiner-Chorherren von Gries. Um die Kirche herum befindet sich der alte Friedhof von Gries mit historischen Gräbern, auf dem seit 1922 keine neuen Erdbestattungen mehr stattfinden. Unter anderen liegen hier die Grabstätten des k.u.k. Ministers Bernhard von Wüllerstorf-Urbair, der die Expedition der Fregatte Novara geleitet hatte, des Namenkundlers Josef Tarneller und des Schriftstellers Heinrich Noë.
Seit 2011 dürfen unter gewissen Bedingungen wieder Urnen am Grieser Friedhof bestattet werden.

## Ausstattung

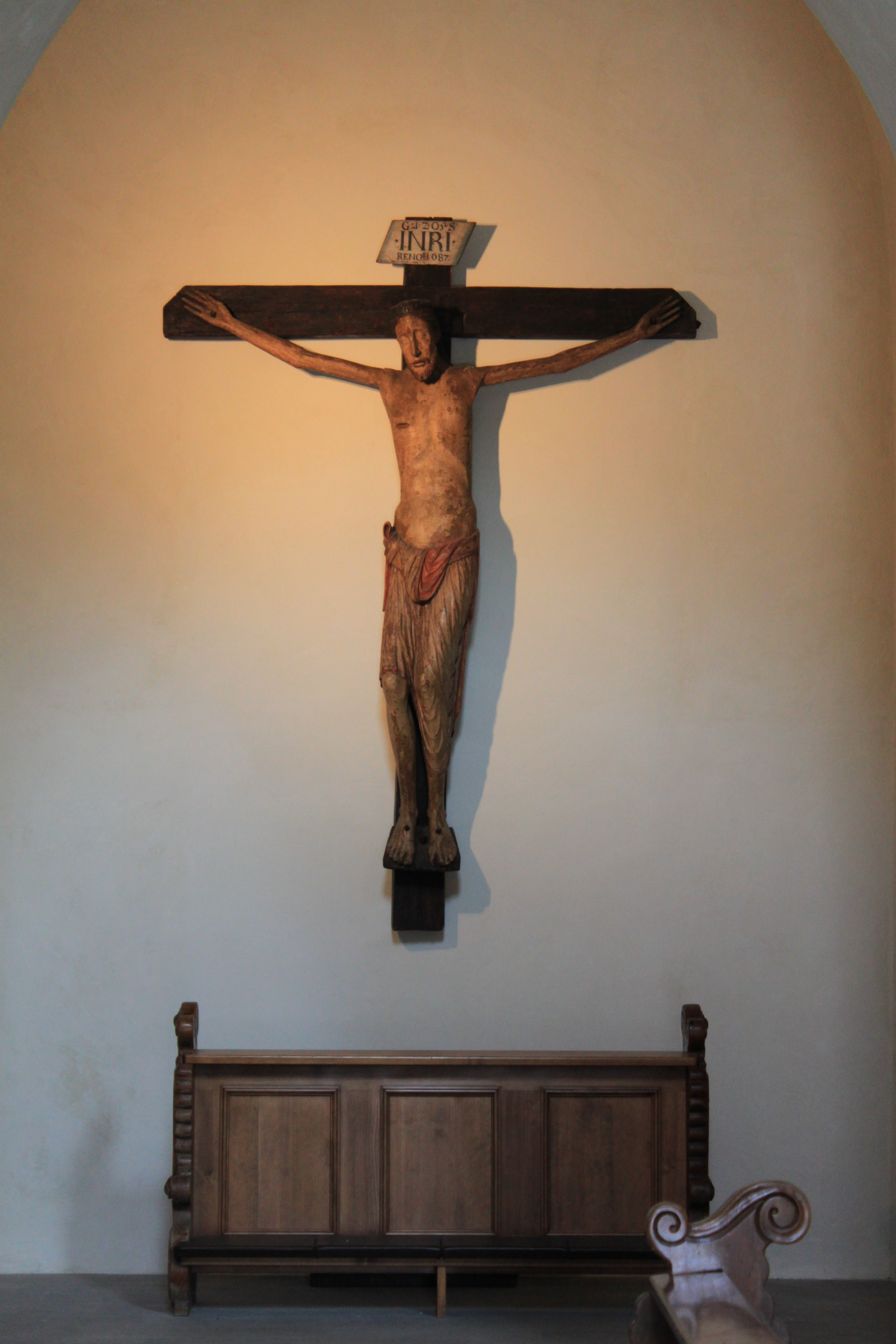
Das romanische Kruzifix von Gries

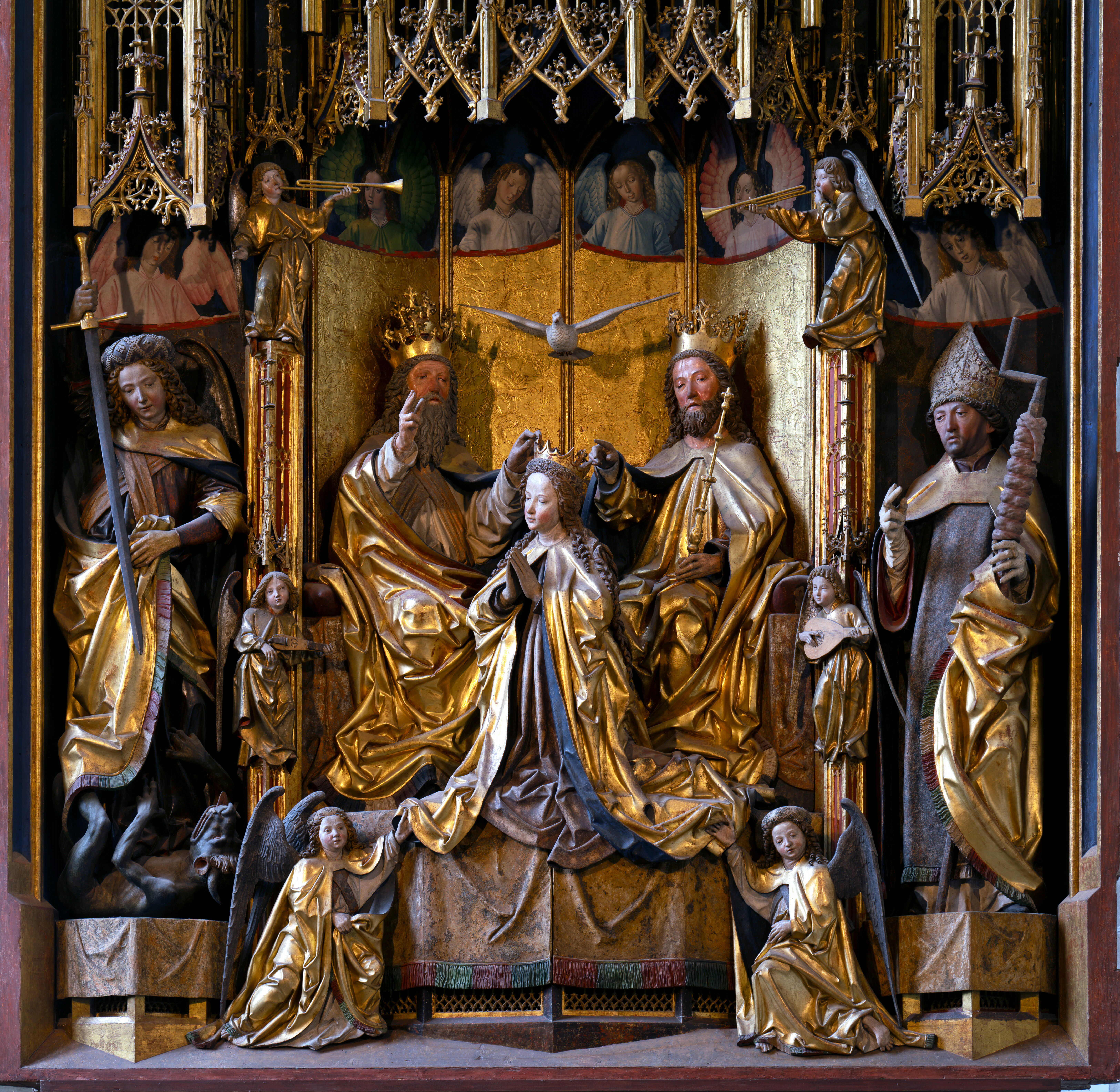
Der spätgotische Altarschrein von Michael Pacher

Die Kirche von Gries besitzt zwei äußerst wertvolle Kunstwerke von hohem Rang. Es ist dies zum einen ein romanisches Kruzifix aus der Zeit kurz nach 1200, vermutlich aus überregionaler, womöglich rheinischer Provenienz. Zum anderen handelt es sich um einen nur unvollständig erhaltenen, spätgotischen Schnitzaltar von Michael Pacher.
Der Künstler schuf das Werk zwischen 1471 und 1475. In der Barockzeit wurde der unmodern gewordene Altar durch einen barocken Altar ersetzt und der Pacher-Altar in die Erasmuskapelle versetzt. Dort hat er sich zwar erhalten, es gingen aber die Predella, das Gesprenge, Flügel und Schreinwächter verloren. Im Laufe der Jahre erfolgten einige, oft nicht sehr glückliche, Restaurierungen, zuletzt 1979.
Im Mittelpunkt des Altars steht die Krönung Mariens durch die hl. Dreifaltigkeit. Im Hintergrund halten Engel einen Brokatvorhang, was eine illusionistische Tiefenwirkung der Darstellung bewirkt. Die Szene wird von Maßwerkpfeilern, die mit Fialen ins Baldachinmaßwerk münden und mit musizierenden Engeln besetzt sind, eingerahmt. Das faltenreiche Gewand Mariens halten zwei Engel, die die Verbindung zum Podest herstellen. Auf übereck gestellten Sockeln stehen links die Schreinfiguren des mit dem Drachen kämpfenden Erzengels Michael und rechts der hl. Erasmus. Sechs farbig gemalte Engel halten im Hintergrund einen Vorhang. Die beiden noch erhaltenen Flügelreliefs wurden an der Kapellenwand angebracht. Sie zeigen die Verkündigung des Herrn und die Anbetung der Könige.
Die Bemalung der Altarrückseite stammt nicht von Michael Pacher, sondern wahrscheinlich von Conrad Waider aus Straubing aus der Zeit um 1485 bis 1490. Sie weist 15 Temperatafeln mit Szenen aus dem Marienleben, die Passion Christi und verschiedene Heiligenfiguren auf.

## Archiv
Aus den Jahren 1642 bis 1785 sind Rechnungsbücher der Marienpfarrkirche zu Keller in Gries im Stadtarchiv Bozen überliefert (Hss. 1076–1090), die von den jeweiligen Kirchpröpsten geführt wurden. Ein singulärer Vorläufer aus den Jahren 1422 bis 1440 wurde 2008 entdeckt.